# Linpus Linux
Linpus Linux — основанная на Fedora операционная система, созданная тайваньской фирмой Linpus Technologies Inc. Linpus была создана в большей степени для азиатского рынка, с полной поддержкой Unicode, для китайского и японского языков. Специальная версия Linpus Lite была написана для запуска на устройствах с низкой производительностью, таких как UMPC. Он имеет icon- и tab- ориентированный «Простой режим» (англ. «Simple mode»), ориентированные на новичков; и обычный режим (англ. «PC mode») для тех, кому больше нравится привычный внешний вид настольных операционных систем, таких как Microsoft Windows. Он нацелен на мобильные устройства с небольшими экранами и низким разрешением, например таким как VGA (640x480).
Также имеется версия для обычных настольных компьютеров и серверов, которая называется Linpus Media Center (позиционируется как мультимедийная версия). Media Center предлагает «Upgrade pack» для легального использования DVD, а также MP3, WMV и другие несвободные кодеки.